# Château de Bon Repos
Le château de Bon Repos est une ancienne maison forte, des XVe et XVIe siècles, remaniée aux XVIIe et XIXe siècles, qui se dresse sur la commune de Jarrie dans le département de l'Isère en région Auvergne-Rhône-Alpes. Les vestiges de l'enceinte datent quant à eux des XIIe et XIIIe siècles.
Le château y compris les vestiges de l'enceinte font l'objet d'une inscription au titre des monuments historiques par arrêté du 8 octobre 1986.

## Situation
Le château de Bon Repos est situé dans le département français de l'Isère sur la commune de Jarrie, au sud de Grenoble, à 5 kilomètres au nord-est de Montchaboud.

## Histoire

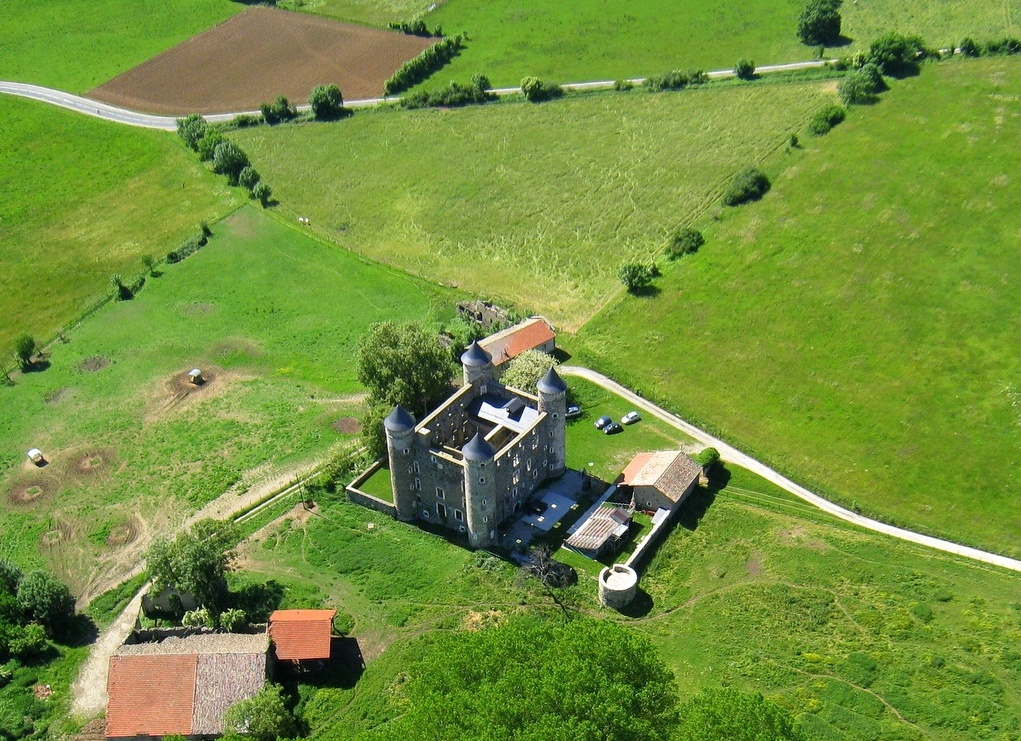
Château de Bon Repos

Le château de Bon Repos est édifié vers 1470[réf. nécessaire], au début de la Renaissance, par Guillaume Armuet.
Possession de la famille Armuet il est la propriété de la famille d'Auberjon de Murinais entre 1673 et 1811, puis des Costa de Beauregard. 
Au XIXe siècle, il change plusieurs fois de propriétaires avant d'être, en 1874, la possession de Jules Jouvin. La dégradation du château s'accélère avec la chute du toit en 1917. 
Il est acheté aux descendants Jouvin par la commune de Jarrie en 1976. L'association du château de Bon Repos est créée en 1978 pour la restauration, l'animation et d'autres buts au sein du château.
Il accueille désormais de nombreux visiteurs et spectacles en tout genre qu'ils soient donnés en extérieur ou à l'intérieur dans les caves. L'extérieur du château est accessible en permanence, l'intérieur est ouvert au public le troisième dimanche de chaque mois (sauf en août).
Le domaine de Bon Repos est reconnu par la Ligue pour la protection des oiseaux (LPO) entre les « refuges LPO » (convention qualité 2011-2014).
En 2018, le château de Bon Repos a bénéficié du Loto du Patrimoine, en vue du rétablissement de la toiture et des fenêtres sur le logis principal,.

## Description
Le château est un haut logis rectangulaire décoiffé que flanquent quatre tourelles d'angle. Il comprend également une chapelle castrale de style gothique du XVe siècle.